# Ellaria Sand
Ellaria Sand é uma personagem fictícia da série de fantasia épica As Crônicas de Gelo e Fogo, do escritor norte-americano George R. R. Martin, e da série de televisão Game of Thrones. Introduzida no livro A Storm of Swords (2000) e apenas mencionada em A Feast for Crows (2005), ela retorna em A Dance with Dragons (2011). Na série de televisão da HBO, ela é interpretada pela atriz britânica de ascendência indiana e suíça Indira Varma.

## Perfil
Ellaria é uma bastarda de Dorne – todos os bastardos lá nascidos tem o sobrenome "Sand" – mas não é discriminada por isto, já que as visões e costumes de Dorne sobre crianças nascidas fora do casamento são diferentes das do resto de  Westeros, onde os bastardos são frequentemente discriminados na sociedade.  Ela é a companheira e amante de Oberyn Martell, mas mesmo em Dorne príncipes não podem casar-se com filhas bastardas. Ela é a mãe das quatro Serpentes da Areia mais novas e, como o amante Oberyn, é bissexual.

## Biografia

### Série literária
Em A Storm of Swords ela chega a Porto Real com Oberyn como parte dos esforços de Tyrion Lannister para conseguir o apoio de Dorne ao Trono de Ferro. Oberyn, porém, quer a vingança pela morte de sua irmã, aparentemente ordenada por Tywin Lannister, pai de Tyrion, durante a "Rebelião de Robert". Oberyn quer que Ellaria se sente com ele durante o banquete do casamento de Joffrey Baratheon, causando um problema quando Olenna Tyrell  a chama de "serpente vagabunda". Ao fim da estadia, Ellara retorna a Dorne como "viúva", depois que Oberyn é morto. Quando Tyrion é condenado à morte por supostamente envenenar Joffrey, ele pede um julgamento por combate e Oberyin se apresenta como seu campeão. Ele queria vingar o estupro da irmã e seus sobrinhos, lutando contra seu assassino, Gregor Clegane, que os matou por ordens de Tywin, mas é morto no combate.
Em A Dance with Dragons, aparentemente Gregor Clegane morre envenenado após dias em agonia, depois de ter sido ferido no combate por Oberyn com uma faca envenenada (Oberyn criou um veneno para atuar lentamente). Seu crânio é enviado a Dorne, onde o irmão de Oberyn,  Doran Martell, o atual príncipe de Dorne, o recebe. As filhas bastardas de Oberyn querem vingança. Ellaria é contra vingança, dizendo que todos aqueles de quem elas querem se vingar estão mortos e os Lannister que elas estão mirando agora não participaram das mortes de seus parentes. Ela lembra que Oberyn morreu tentando vingar a morte da irmã e receia que elas sejam mortas tentando vingar a morte do pai; isso atrairia as filhas para um ciclo de vingança constante. Doran a envia de volta a seu pai, Lord Harmen Uller de Hellholt, com sua filha mais nova, Loreza Sand.

### Série de televisão
Ellaria Sand é interpretada pela atriz britânica Indira Varma na adaptação para a televisão da série de livros. Ela ganhou o Empire Hero Award junto com o resto do elenco em 2015. Ela também foi indicada, junto com o resto do elenco, para o Screen Actors Guild Award por Melhor Desempenho por um Conjunto em uma Série Dramática em 2016.

#### 4ª temporada (2014)
A história e a aparição de Ellaria Sand na 4ª temporada é a mesma do livro A Storm of Swords 

#### 5ª temporada (2015)
Depois de deixar Porto Real, Ellaria vai a  Doran Martell, príncipe de Dorne e irmão de Oberyn, para persuadi-lo a se vingar da morte de Oberyn, mas Doran se recusa porque a morte do irmão foi num julgamento de combate, algo legal em  Westeros. Para efeito das leis, Gregor Clegane não assassinou Oberyn. Pouco depois, Ellaria descobre que Jaime Lannister está navegando para Dorne e presume, acertadamente, que ele vem tentar resgatar a filha,
 Myrcella Baratheon, que está em Dorne e prometida ao filho de Doran,  Trystane. Quando Jaime chega aos Jardins da Água, uma residência da Casa Martell onde estão Ellaria e Myrcella, as Serpentes da Areia, as filhas bastardas de Oberyn, uma delas filha de Ellaria, atacam Jaime e Bronn, que o acompanha a Dorne, sob as ordens de Ellaria. A escaramuça termina quando a Guarda de Doran prende todos eles. Pouco depois, Doran e Jaime fazem um acordo onde Trystane e Myrcella ainda se casarão, mas viverão em Porto Real e Trystane terá um assento no Pequeno Conselho. Doran ameaça Ellaria de morte caso ela o desafie e ela lhe finge lealdade. Ela dá um beijo nos lábios de Myrcella no porto, quando o jovem casal se prepara para embarcar de volta com Jaime, e secretamente a envenena pela boca com um veneno de ação lenta, matando-a durante a viagem.

#### 6ª temporada (2016)
Quando Doran descobre que Myrcella foi morta por Ellaria, ela o mata com uma facada, enquanto em Porto Real,  Obara e  Nymeria, duas Serpentes da Areia que haviam se escondido no navio de Jaime, matam Trystane. Isto transforma Ellaria na governante de facto de Dorne.
Um tempo depois, ela encontra-se com Olenna Tyrell, cujo filho e netos foram mortos por Cersei Lannister, a atual Rainha dos Sete Reinos, e lhe revela sua aliança com Daenerys Targaryen. Depois, os navios com as bandeiras das Casas Martell e Tyrell podem ser vistos na frota de Daenerys se dirigindo a Westeros.

#### 7ª temporada (2017)
Ellaria e as Serpentes da Areia chegam a Pedra do Dragão com Daenerys e sua frota, onde discutem a conquista de Westeros. Daenerys envia Ellaria e as Serpentes de volta a Dorne, levadas pela frota de Yara e Theon Greyjoy, para que ela possa trazer seu exército a Pedra do Dragão. No caminho, Euron Greyjoy ataca e incendeia a frota dos sobrinhos Greyjoy, matando Obara e Nymeria e aprisionando Ellaria,  Tyene, sua filha mais nova, e Yara Greyjoy. Ele leva Ellaria e Tyene acorrentadas a Porto Real e as oferece a Cersei Lannister como um "presente". Nas masmorras da Fortaleza Vermelha, onde as duas estão acorrentadas em paredes frente a frente, Cersei lhe recorda a morte de Oberyn e o quanto ela amava a filha Myrcella. Ela então beija Tyene nos lábios usando o mesmo veneno que Ellaria usou para matar Myrcella – tomando em seguida o antídoto – e diz que Ellaria irá ver a filha morrer e depois da morte ela será mantida viva para ver o corpo de Tyene apodrecer na sua frente.